# Alto del Arenal
Alto del Arenal is een metrostation in de Spaanse hoofdstad Madrid. Het station werd geopend op 7 april 1994 en wordt bediend door lijn 1 van de metro van Madrid.